# Bruno Cotte
Bruno Cotte, né le 10 juin 1945 à Lyon, est un magistrat français.
Président honoraire de la chambre criminelle de la Cour de cassation, ancien président de chambre de jugement à la Cour pénale internationale, il est membre de l'Institut de France (Académie des sciences morales et politiques, section « Législation, droit public et jurisprudence ») depuis le 6 décembre 2010, date de son élection au fauteuil de Roland Drago.

## Biographie

### Famille et formation
Bruno Cotte est né d’un père fonctionnaire à la Préfecture du Rhône et d’une mère au foyer. Licencié en droit, il sort second du concours de l'École nationale de la magistrature.
Bruno Cotte est marié et le couple a eu trois enfants.

### Carrière de magistrat
Il commence sa carrière en 1970 comme magistrat à l'administration centrale du Ministère de la Justice. Son mentor est Pierre Arpaillange, le futur garde des Sceaux de François Mitterrand, qui à l'époque était magistrat détaché à la Chancellerie. Chef de cabinet du directeur des Affaires Criminelles et des Grâces de 1971 à 1973, substitut au parquet de Lyon (1973-1975), chef du bureau de l'action publique, chargé des affaires économiques et financières à la direction des affaires criminelles et des grâces (1975-1980), chargé de mission auprès du premier président de la Cour de cassation (1980-1981), il est nommé en 1981 secrétaire général du procureur général de la cour d'appel de Paris. Magistrat détaché au Ministère de la Justice, sous-directeur de la justice criminelle en mai 1983, il est nommé en mars 1984 directeur des Affaires Criminelles et des Grâces, fonctions qu'il occupe pendant six ans sous les gardes des sceaux Robert Badinter, Michel Crépeau, Albin Chalandon et Pierre Arpaillange.
En 1984, il est nommé par le garde des Sceaux, Robert Badinter, membre de la commission de révision du code pénal, chargée d'élaborer un avant-projet de code pénal. Des travaux de cette commission a origine l'actuel code pénal entré en vigueur le 1er mars 1994. De 1988 à 1990, il fait partie de la commission "Justice pénale et droits de l'homme", présidée par Mireille Delmas-Marty.
En avril 1990, il est désigné en Conseil des ministres procureur général à la cour d'appel de Versailles.

#### Procureur de Paris
Le 29 août 1990, il est nommé par le garde des sceaux, Pierre Arpaillange, procureur de la République du Tribunal de Grande Instance de Paris. Pendant cinq ans, il a géré de nombreux dossiers, de l'instruction de l'affaire du sang contaminé à celle des initiés du rachat du groupe Triangle par Pechiney en passant par les fausses factures imputées à l'agence Urba et à la société de promotion immobilière Cogedim.
En juillet/octobre 1995 il s'occupe de l'affaire des conditions d'obtention par le fils d'Alain Juppé – à l'époque Premier ministre – d'un appartement du domaine privé de la Ville de Paris, rue Jacob. Tout en estimant que le délit de prise illégale d'intérêts est constitué, il annonce son intention de classer le dossier si Alain Juppé quitte son appartement. Le procureur général de la cour d'appel, Jean-François Burgelin, publie immédiatement un communiqué, approuvé par le ministère de la Justice, affirmant que l'infraction n'est pas constituée et qu'elle est de toute façon prescrite. La décision de classement impose à Alain Juppé de déménager.
Le 28 août 1995, le garde des Sceaux Jacques Toubon demande à Bruno Cotte de quitter le parquet de Paris. À partir d'octobre 1995 il est avocat général à la Cour de cassation.

#### Président de la Chambre criminelle de la Cour de cassation
Par décret du Président de la République en date du 30 juin 2000, sur proposition du Conseil supérieur de la magistrature, il est nommé président de la chambre criminelle de la Cour de cassation. Le 13 septembre 2000, il est installé dans ses fonctions.
Le 24 avril 2003, à l'occasion de la remise du rapport annuel 2002 de la Cour, il a affirmé qu'«en matière d'abus de biens sociaux (ABS), le législateur laisse la chambre criminelle prendre ses responsabilités - qu'elle ne craint pas de prendre -, mais elle aimerait qu'il les partage de temps en temps avec elle». Il a donc souhaité que les parlementaires fixent «les contours, la limitation et les délais de prescription en droit pénal économique et financier».

#### Président de chambre le plus ancien faisant fonction de premier président
À la suite de la démission de Guy Canivet, nommé au Conseil constitutionnel le 22 février 2007 par le président de l'Assemblée nationale Jean-Louis Debré et qui a prêté serment le 5 mars 2007, Bruno Cotte a pris la première présidence de la Cour de Cassation par intérim en tant que doyen des présidents de chambre. Il a exercé ces fonctions jusqu'à l'installation du nouveau premier président, Vincent Lamanda, le 30 mai 2007.

#### Candidat naturel à la Première présidence de la Cour de cassation
En tant que magistrat de cassation avec davantage d'ancienneté, certains le voient comme le favori pour accéder au rôle de premier magistrat de France et, pourtant, le Conseil supérieur de la magistrature (CSM) lui a préféré Vincent Lamanda. Les dix membres du CSM ont choisi de voter à bulletin secret. Vincent Lamanda a recueilli cinq voix, Bruno Cotte quatre et il y a eu une abstention.

#### Magistrat à la Cour pénale internationale
En juillet 2007, la France décide de présenter Bruno Cotte comme candidat à l'élection d'un magistrat à la Cour pénale internationale afin de pourvoir un siège devenu vacant, celui du français Claude Jorda, démissionnaire à compter du 12 août 2007.
Le 30 novembre 2007, au premier jour des travaux de sa sixième session, M. Cotte est élu par l’Assemblée des États parties au Statut de Rome de la Cour pénale internationale à l’issue d’un premier tour de scrutin. La majorité requise des deux tiers est de 70 voix et Bruno Cotte obtient 79 voix sur 105 votants. Élu pour un mandat devant prendre fin le 10 mars 2012, il reste en fonctions jusqu’à la conclusion des procès, conformément à l’article 36-10 du Statut de Rome.
Entré en fonction le 17 janvier 2008, il est affecté à la section de première instance. Depuis octobre 2008, il préside la Chambre de première instance no 2. Il est resté en fonctions jusqu'au 31 mai 2014. Après cette date, il devient membre d'une commission consultative qui émet un avis à destination de l'Assemblée des États parties de la Cour lors des élections des juges.
Le 14 mai 2008, il est remplacé à la présidence de la chambre criminelle de la Cour de cassation par Hervé Pelletier, 64 ans, magistrat à la Cour de cassation, ancien directeur de cabinet de Jacques Toubon au ministère de la Justice.

### Autres fonctions
Depuis le 22 mars 2012, Bruno Cotte est membre du collège de déontologie de la juridiction administrative.
Depuis le 31 mars 2014, Bruno Cotte est à la tête de la commission de refonte du droit des peines créée par la garde des Sceaux, Christiane Taubira. Après dix-huit mois de son installation, la commission a remis son rapport à la garde des Sceaux le 18 décembre 2015. En octobre 2017, Nicole Belloubet, lui demande un rapport sur le même sujet, dans la préparation de la loi de programmation 2018-2022 et de réforme pour la justice.
Le 22 janvier 2015, le Conseil supérieur de la magistrature a désigné Bruno Cotte en qualité de président du collège consultatif de déontologie de la magistrature. Il aura notamment pour mission de proposer au CSM un règlement intérieur et les membres de ce collège.
Le 10 décembre 2016, sur proposition du grand chancelier de la Légion d’honneur, il est nommé par le président de la République au conseil de l’ordre national de la Légion d'honneur.
Le 7 septembre 2017, il est nommé président du Comité d'éthique créé par la Société des auteurs, compositeurs et éditeurs de musique (Sacem) en mars 2017 afin de répondre aux exigences de la Directive européenne de 2014 sur la gestion collective. Le 12 juillet 2023, son mandat étant arrivé à échéance, il cède la présidence à Olivier Schrameck, tout en restant membre du Comité.

### Vice-président de l'Académie des Sciences morales et politiques en 2023, président depuis 2024
Élu vice-président en 2023, Bruno Cotte se voit confier la présidence de l'Académie des Sciences morales et politiques en 2024.
La tradition au sein de cette institution voulant que le vice-président de l'année en cours soit appelé l'année suivante à succéder au président, en 2024 Bruno Cotte succède à Jean-Claude Trichet à la présidence de l'Académie.
Bruno Cotte est installé dans les fonctions de président de l'Académie des Sciences morales et politiques par Jean-Robert Pitte, professeur émérite de géographie et ancien président de l'Université de Paris-IV Sorbonne, membre depuis 2009 et ancien secrétaire perpétuel de l'Académie des Sciences morales et politiques, qui devrait présider cette Académie en 2025.

## Décorations
Officier de l'ordre national du Mérite depuis le 19 juin 1992, Bruno Cotte est promu au grade de commandeur le 14 mai 2001 au titre de « président de chambre à la Cour de cassation ». Il est fait commandeur de l'ordre le 30 juin 2001 puis élevé au grade de grand officier dans l'ordre le 30 novembre 2019 au titre de « président de chambre honoraire à la Cour de cassation, membre de l'Académie des sciences morales et politiques ».
Officier de l'ordre national de la Légion d'honneur depuis le 14 février 1998, Brun Cotte est promu au grade de commandeur le 25 mars 2005 au titre de « président de chambre à la Cour de cassation ».